# اهیساماخ، اسرائیل
اهیساماخ، اسرائیل (به لاتین: Ahisamakh, Israel) یک منطقهٔ مسکونی در اسرائیل است که در Hevel Modi'in Regional Council واقع شده‌است.

## خصوصیات
اهیساماخ ۱٬۲۸۸ نفر جمعیت دارد.